# محمد عامی تهرانی
محمد عامی تهرانی (زاده ۲۹ شهریور ۱۳۱۴ در بهشهر – درگذشتهٔ ۲۴ اسفند ۱۳۹۸) وزنه‌بردار اهل ایران بود.
وی در بازی‌های المپیک تابستانی ۱۹۶۰ در وزن Middleweight شرکت کرده و با مهار وزنه ۱۲۰ کیلوگرم در یک‌ضرب و ۱۵۵ کیلوگرم در دوضرب در رده ششم مسابقات قرار گرار گرفت.